# فهرست آثار منتخب جشنواره نقد کتاب
این صفحه فهرستی از آثار منتخبِ جشنواره نقد کتاب است. این جشنواره از سال ۱۳۸۳ با مدیریت خانه کتاب ایران به‌صورت سالانه برگزار می‌شود و به نویسندگان بهترین مقالات نقد کتاب جایزه می‌دهد.

## دوره اول
| گروه                        | عنوان مقاله                                    | منتقد                 | آثار نقدشده                                                                       | عنوان جایزه |
| --------------------------- | ---------------------------------------------- | --------------------- | --------------------------------------------------------------------------------- | ----------- |
| کلیات                       | دانشنامه مشاهیر یزد                            | احسان الله شکرالهی    | دانشنامه مشاهیر یزد اثر محمد کاظمینی، محمود رهبران و دیگران                       | برگزیده     |
| کلیات                       | کتاب‌شناسی امام حسین (ع)                        | حسین علیزاده          | کتاب‌شناسی تاریخی امام حسین اثر محمد اسفندیاری                                     | برگزیده     |
| دین-ادیان دیگر              | از ایران زرتشتی تا اسلام                       | ابراهیم موسی‌پور       | مطالعاتی دربارهٔ تاریخ دین و تماس‌های میان فرهنگی اثر شائل شاکد                     | برگزیده     |
| دین-رجال                    | ورقی از مکارم الآثار                           | جویا جهانبخش          | مکارم الآثار اثر محمدعلی معلم حبیب‌آبادی                                           | برگزیده     |
| علوم اجتماعی-روانشناسی      | تأثیر رنگ در درمان بیماری‌های روانی             | بهروز فتحی            | درم‍ان ب‍ی‍م‍اری‌ه‍ا ب‍وس‍ی‍ل‍ه رن‍گ‍ه‍ا: رن‍گ‌درم‍ان‍ی اثر ت‍د ان‍دروز، ت‍رج‍م‍ه ق‍دی‍ر گ‍ل‍ک‍اری‍ان‌                                   | برگزیده     |
| علوم اجتماعی-اقتصاد         | ظاهراً زیربنا همچنان اقتصاد است                 | فرخ امیرفریار         | جلد اول:ظهور جامعه شبکه ای، ج دوم:قدرت هویت، ج سوم:پایان هزاره. اثر مانوئل کاستلز | برگزیده     |
| علوم اجتماعی-علوم سیاسی     | پست مدرنیسم به سبکی خوش بین                    | جهانگیر معینی علمداری | سیاست پست‌مدرنیته اثر جان گیبینز و بوریمر                                          | برگزیده     |
| هنر-هنرهای نمایشی           | زنگار زمان و طنین جاودانگی در سینمای تارکوفسکی | میراحمد میراحسان      | زمان و نامیرایی در سینمای تارکوفسکی اثر محمد صنعتی                                | برگزیده     |
| هنر-هنرهای نمایشی           | رئالیسم و شایستگی آن برای فیلم                 | جمشید ارجمند          | واقعیت‌گرایی فیلم اثر فریدون رهنما                                                 | برگزیده     |
| ادبیات فارسی                | از قافله مقلدان شاهنامه                        | سجاد آیدنلو           | غازان‌نامه منظوم اثر نوری اژدری به‌تصحیح محمود مدبری                                | برگزیده     |
| ادبیات فارسی                | گزارش شفاهی شاهنامه                            | سجاد آیدنلو           | شاهنامه‌خوانی (داستان رستم و اسفندیار) اثر بهمن حمیدی                              | برگزیده     |
| ادبیات فارسی                | سیری در قلمرو ادب حماسی                        | سجاد آیدنلو           | حماسه‌سرایی در ایران اثر ذبیح‌الله صفا                                              | برگزیده     |
| ادبیات فارسی                | سخن‌های دیرینه را یاد آوریم                     | سجاد آیدنلو           | سخن‌های دیرینه اثر جلال خالقی مطلق                                                 | برگزیده     |
| ادبیات داستانی              | نقد ترجمه‌های صد سال تنهایی                     | الهه موعودی           | صد سال تنهایی اثر گابریل گارسیا مارکز                                             | برگزیده     |
| تاریخ و جغرافیا             | سفرنامه رابی بنیامین تودلایی                   | محسن جعفری مذهب       | سفرنامه رابی بنیامین تودلایی                                                      | برگزیده     |
| ادبیات کودک و نوجوان-شعر    | این پیاده‌رو سراسر زمین کشیده می‌شود             | شهرام رجب‌زاده         | در پیاده‌رو اثر بیوک ملکی                                                          | برگزیده     |
| ادبیات کودک و نوجوان-داستان | معناشناسی سفر در ۳ اثر                         | محسن هجری             | ماهی سیاه کوچولو، جاناتان مرغ دریایی، شازده کوچولو                                | برگزیده     |

## دوره دوم
| گروه            | عنوان مقاله                    | منتقد             | آثار نقدشده                                                                                  | عنوان جایزه |
| --------------- | ------------------------------ | ----------------- | -------------------------------------------------------------------------------------------- | ----------- |
| دین             | معرفی جمع پریشان               | رضا مختاری        | جمع پریشان: طبقه‌بندی موضوعی اشعار حافظ (دفتر دوم) اثر علی اکبر رزاز                          | برگزیده     |
| تاریخ و جغرافیا | کتابی تازه در تاریخ فرق اسلامی | محمدکاظم رحمتی    | تاریخ فرق اسلامی اثر حسین صابری                                                              | برگزیده     |
| ادبیات فارسی    | کاری ارجمند اما نه برای همیشه  | رضا روحانی        | قرآن و مثنوی اثر بهاءالدین خرمشاهی و سیامک مختاری                                            | برگزیده     |
| علوم و فنون     | افراط در استناد                | سیروس پرهام       | تاریخ طب و طبابت در ایران (از عهد قاجار تا پایان عصر رضاشاه) به روایت اسناد اثر محسن روستایی | برگزیده     |
| کودک و نوجوان   | آیا هر پرسشی یک پاسخ دارد؟     | علی اصغر سیدآبادی | معصومیت و تجربه اثر مرتضی خسرونژاد                                                           | برگزیده     |

## دوره سوم
| گروه            | عنوان مقاله                          | منتقد              | آثار نقدشده                                                      | عنوان جایزه  |
| --------------- | ------------------------------------ | ------------------ | ---------------------------------------------------------------- | ------------ |
| کلیات           | پندار انگاری در فهرست نگاری          | سید حسن رضوی برقعی | فهرست کتب خطی آستان قدس رضوی اثر غلامعلی عرفانیان                | شایسته تقدیر |
| دین             | تدقیقی در تحفه الملوک                | علی اشرف صادقی     | تحفة الملوک اثر علی بن ابی حفص اصفهانی                           | برگزیده      |
| علوم اجتماعی    | جزمیت در مفاهیم، آشفتگی در مصادیق    | حسین ترکشدوز       | رویارویی فکری ایران با مدرنیت اثر فرزین وحدت                     | شایسته تقدیر |
| ادبیات فارسی    | ذیلی بر ذیل فرهنگ‌های فارسی           | مسعود قاسمی        | ذیل فرهنگ‌های فارسی اثر علی رواقی                                 | برگزیده      |
| ادبیات داستانی  | هیاهو برای هیچ                       | محمدرضا سرشار      | خشم و هیاهو اثر ویلیام فاکنر                                     | برگزیده      |
| تاریخ و جغرافیا | چند یادداشت دربارهٔ تصحیح تاریخ رشیدی | مهدی فرهانی منفرد  | تاریخ رشیدی اثر میرزا محمد حیدر دوغلات به‌تصحیح عباسقلی غفاری فرد | شایسته تقدیر |

## دوره چهارم
| گروه                 | عنوان مقاله                                                    | منتقد                  | آثار نقدشده                                                  | عنوان جایزه |
| -------------------- | -------------------------------------------------------------- | ---------------------- | ------------------------------------------------------------ | ----------- |
| کلیات-کتاب‌شناسی      | نگاهی به الشریعه الی استدراک الذریعه                           | علی اکبر صفری          | الشریعه الی استدراک الذریعه اثر سید محمد طباطبایی            | برگزیده     |
| فلسفه                | دشوارتر از تدریس استادانه                                      | احمد عابدی             | الحکمه المتعالیه فی الاسفار الاربعه اثر صدرالدین محمد شیرازی | برگزیده     |
| فلسفه                | ترجمه اسفار اربعه در بوته نقد                                  | عباس فتحی              | ترجمه اسفار اربعه از محمد خواجوی اثر صدرالمتألهین            | برگزیده     |
| علوم اجتماعی         | نقد و بررسی کتاب جراید و مجلات ایران                           | زینب سادات معصومی زاده | تاریخ جراید و مجلات ایران اثر محمد صدر هاشمی                 | برگزیده     |
| علوم سیاسی           | نظم در بی نظمی                                                 | اصغر افتخاری           | آشوب در سیاست جهان اثر جیمز روزنا                            | برگزیده     |
| علوم و فنون          | نقد و بررسی روضه المنجمین، متنی پارسی در نجوم از قرن پنجم هجری | عسگر بهرامی            | روضه المنجمین اثر شهمردان ابی الخیر                          | برگزیده     |
| هنر                  | نقدی بر سیری در هنر ایران                                      | صالح طباطبایی          | مجموعه سیری در هنر ایران اثر آرتور اپهام پوپ و همکاران       | برگزیده     |
| ادبیات فارسی         | نگاهی به نقد ادبی تألیف سیروس شمیسا                            | غلامرضا رحمدل          | نقد ادبی اثر سیروس شمیسا                                     | برگزیده     |
| زبان‌شناسی            | واج‌شناسی، نظریه بهینگی                                         | امید طبیب زاده         | واج‌شناسی: نظریه بهینگی اثر محمود بی جن خان                   | برگزیده     |
| ادبیات داستانی       | داستان مذهبی مدرن: پدیده‌ای از نوعی دیگر                        | زری نعیمی              | مجموعه آثار مصطفی مستور                                      | برگزیده     |
| شعر                  | تصحیح و ویرایش، یا تخریب و ویرانش                              | احمدرضا بهرام پور      | کلیات آثار نیما یوشیج به کوشش سیروس نیرو                     | برگزیده     |
| شعر                  | شعر تا انتهای حضور اثر سهراب سپهری از دیدگاه نقد فرمالیستی     | ابوالفضل حری           | تا انتها حضور اثر سهراب سپهری                                | برگزیده     |
| تاریخ و جغرافیا      | نقدی بر تصحیح انتقادی جامع التواریخ، تصحیح محمد روشن           | مصطفی موسوی            | جامع التواریخ اثر رشیدالدین فضل‌الله همدانی به‌تصحیح محمد روشن | برگزیده     |
| ادبیات کودک و نوجوان | دیگر طالبی نمی‌خورم: مترجمان شازده کوچولو زیر ذره بین نقد       | شهرام اقبالزاده        | ترجمه‌های کتاب شازده کوچولو اثر آنتوان دوسنت اگزوپری          | برگزیده     |

## دوره پنجم
| گروه                        | عنوان مقاله                             | منتقد                                     | آثار نقدشده                                                                             | عنوان جایزه |
| --------------------------- | --------------------------------------- | ----------------------------------------- | --------------------------------------------------------------------------------------- | ----------- |
| فلسفه                       | کاش می‌توانستیم چشمها را بشوییم          | رضا داوری اردکانی                         | پاسخ به نقدِ محمدسعید عالی‌نژاد بر کتاب فلسفه، سیاست، خشونت اثر رضا داوری اردکانی         | برگزیده     |
| فلسفه                       | تصحیح مرآة الزمان در آینه نقد           | محمد مشهدی نوش‌آبادی جعفر امشاسفند         | مرآةالازمان اثر ملا محمد زمان نوش‌آبادی کاشانی به‌تصحیح مهدی دهباشی                       | برگزیده     |
| دین                         | روافضی چون اشعری، ابن حزم و اسفراینی    | سید لطف‌الله جلالی علینقی خدایاری          | مدرسه قم و بغداد اثر آندره نیومن ترجمهٔ صادق حسینی اشکوری با همکاری محمدرضا حسینی اشکوری | برگزیده     |
| علوم اجتماعی-جامعه‌شناسی     | نقد و بررسی کتاب جامعه‌شناسی معرفت و علم | حمید عبادالهی                             | جامعه‌شناسی معرفت و علم                                                                  | برگزیده     |
| علوم اجتماعی-علوم سیاسی     | جان فورن و نظریه‌پردازی انقلابها         | عباس خلجی                                 | نظریه‌پردازی انقلابها اثر جان فورن                                                       | برگزیده     |
| ادبیات فارسی                | نثر شیوای فارسی در خدمت قرآن            | محمد غلامرضایی اکرم السادات حاجی سیدآقایی | ترجمه و قصه‌های قرآن اثر ابوبکر عتیق نیشابوری                                            | برگزیده     |
| ادبیات داستانی              | انکار حضور دیگری                        | سیاوش جمادی                               | کیفر آتش اثر الیاس کانتی، ترجمهٔ سروش حبیبی                                              | برگزیده     |
| ادبیات داستانی              | گذری بر سالهای ابری                     | مریم غفاری جاهد                           | سال‌های ابری اثر علی‌اشرف درویشیان                                                        | برگزیده     |
| شعر                         | آه تا ماه                               | عبدالعلی دستغیب                           | آه تا ماه اثر سیروس نوذری                                                               | برگزیده     |
| تاریخ                       | تالش در جنگهایی ایران و روس             | سید رضا حسینی                             | اخبار نامه اثر میرزا احمد میرزا خداویردی به‌تصحیح علی عبدلی                              | برگزیده     |
| ادبیات کودک و نوجوان-شعر    | نوعی وزن در ادبیات کودک                 | سید مهدی یوسفی                            | قصهٔ طوقی و یک حرف و دو حرف اثر م. آزاد                                                  | برگزیده     |
| ادبیات کودک و نوجوان-داستان | مته به خشخاش پارسیان                    | سید امین حسینیون                          | پارسیان و من اثر آرمان آرین                                                             | برگزیده     |

## دوره ششم
| گروه                      | عنوان مقاله                                                                 | منتقد             | آثار نقدشده                                                          | عنوان جایزه  |
| ------------------------- | --------------------------------------------------------------------------- | ----------------- | -------------------------------------------------------------------- | ------------ |
| کلیات                     | گذری بر کتاب حقوق مالکیت ادبی و هنری                                        | پژمان محمدی       | حقوق مالکیت ادبی و هنری اثر ستار زرکام                               | برگزیده      |
| فلسفه-منطق و فسلفه اسلامی | هنر استدلال                                                                 | رضا محمدزاده      | هنر استدلال: روشی نو در آموزش منطق اثر غلامرضا ذکیانی                | برگزیده      |
| فلسفه-فلسفه غرب           | بررسی امکان وقوعی ترجمه فارسی وجود و زمان هیدگر چنان‌که بسزای چنین کتابی بود | پرویز ضیاء شهابی  | هستی و زمان اثر مارتین هایدگر، ترجمهٔ محمود نوالی و ترجمهٔ سیاوش جمادی | برگزیده      |
| دین-علوم قرآنی            | قرآن کریم با ترجمه صالحی نجف آبادی                                          | جویا جهانبخش      | قرآن کریم ترجمه مرکز فرهنگ و معارف قرآن                              | شایسته تقدیر |
| دین-ادیان دیگر            | نگاهی به کتاب دین زرتشتی: دیرینگی و نیروی دوام آن                           | عسکر بهرامی       | آیین زرتشت: کهن روزگار و قدرت ماندگارش اثر مری بویس                  | برگزیده      |
| علوم اجتماعی-جامعه‌شناسی   | دموکراتیزاسیون در ایران                                                     | علی شریفی         | دموکراتیزاسیون در ایران اثر علی ساعی                                 | شایسته تقدیر |
| علوم اجتماعی-علوم سیاسی   | اندیشه در محاق ایدئولوژی                                                    | حجت فلاح توتکار   | نظریه حکومت قانون در ایران اثر سید جواد طباطبایی                     | شایسته تقدیر |
| علوم اجتماعی-ارتباطات     | توسعه از رهگذر رسانه شنیداری                                                | نسترن خواجه‌نوری   | رادیو و ارتباط توسعه ای اثر سیداحمد خاتون آبادی                      | شایسته تقدیر |
| هنر-موسیقی                | درنگی در حال دوران                                                          | محمدعلی سلطانی    | حال دوران اثر اکبر ایرانی                                            | برگزیده      |
| هنر-هنرهای نمایشی         | بررسی نمایشنامه خدا در آلتونا حرف می‌زند                                     | فاطمه مولازاده    | خدا در آلتونا حرف می‌زند اثر محمد ابراهیمیان                          | شایسته تقدیر |
| ادبیات فارسی              | ویرایشی دیگر از شاهنامه                                                     | سجاد آیدنلو       | شاهنامه فروسی به کوشش مهدی قریب                                      | برگزیده      |
| ادبیات داستانی            | تکثر، تزاید، تکرر                                                           | فرزانه دوستی      | قربانی باد موافق اثر محمد طلوعی                                      | شایسته تقدیر |
| شعر                       | سمفونی پنجم یا پلنگ صورتی؟                                                  | محمود سنجری       | عصر پایان معجزات اثر حمیدرضا شکارسری                                 | برگزیده      |
| زبان‌شناسی                 | معرفی و نقد کتاب ساخت زبان فارسی                                            | مهرداد نغزگوی کهن | ساخت زبان فارسی اثر آزیتا افراشی                                     | برگزیده      |
| زبان‌شناسی                 | فرهنگ فارسی اعلام؛ اثری تازه با ویژگی‌های نو                                 | حمید حسنی         | فرهنگ فارسی اعلام اثر غلامحسین صدری و نسرین حکمی                     | برگزیده      |
| تاریخ و جغرافیا           | راوندی، انتحال یا اقتباس؟                                                   | مختار کمیلی       | راحه الصدور اثر محمد بن علی راوندی                                   | برگزیده      |
| کودک و نوجوان-شعر         | کلاغ: حادثه ای نو                                                           | انسیه موسویان     | کلاغ سه شنبه اثر مهدی مرادی                                          | برگزیده      |
| کودک و نوجوان-شعر         | چهار دلیل برای دوست داشتن خروس کلاه مخملی                                   | انسیه موسویان     | خروس کلاه مخملی اثر شکوه قاسم‌نیا                                     | برگزیده      |
| کودک و نوجوان-شعر         | آموزش احکام، ۱۰۰ درصد تضمینی در ۱۴جلد!                                      | انسیه موسویان     | آموزش احکام و مسائل اسلامی اثر محمد مهاجرانی                         | برگزیده      |
| کودک و نوجوان-داستان      | حتی نویسنده هم اشتباه می‌کند                                                 | حسن پارسایی       | دختری که نمی‌خواست بزرگ شود اثر جانی روداری                           | برگزیده      |
| کودک و نوجوان-داستان      | بدلسازی برای آثار دیگران                                                    | حسن پارسایی       | به همسرم جودی اثر ثریا جولقانی                                       | برگزیده      |
| کودک و نوجوان-داستان      | حکایت پردازی‌های بی پایان                                                    | حسن پارسایی       | افسون رنگ اثر جعفر توزنده جانی                                       | برگزیده      |

## دوره هفتم
| گروه                             | عنوان مقاله                                         | منتقد                  | آثار نقدشده                                                               | عنوان جایزه  |
| -------------------------------- | --------------------------------------------------- | ---------------------- | ------------------------------------------------------------------------- | ------------ |
| کلیات                            | روش تحقیق کیفی                                      | سردار خالدی            | روش تحقیق کیفی اثر گاترین مارشال و گرچن ب. راس من                         | شایسته تقدیر |
| فلسفه-فلسفه اسلامی               | پاسخی به نقدِ نقد                                    | اکبر ثبوت              | سخنی چند پیرامون مقاله فیلسوف شیرازی و منتقدانش                           | برگزیده      |
| فلسفه-فلسفه غرب                  | بحران در بحران                                      | علیرضا صادقی           | بحران علوم اروپایی و پدیدارشناسی نوشته ادموند هوسرل ترجمه غلام عباس جمالی | شایسته تقدیر |
| دین-علوم قرآنی                   | نقد ترجمه آیات در تفسیر پرتوی از قرآن               | محمدعلی کوشا           | پرتوی از قرآن نوشته سید محمود طالقانی                                     | شایسته تقدیر |
| دین-علوم روایی                   | گنجی نویافته یا وهمی بربافته؟!                      | جویا جهانبخش           | کتاب خطیب کعبه اثر علی اصغر یونسیان                                       | شایسته تقدیر |
| دین-رجال                         | مقایسه تحلیلی سه چاپ کتاب الرجال برقی               | سید علی آقایی          | رجال البرقی اثر ابوجعفر برقی                                              | شایسته تقدیر |
| دین-کلام                         | آیا قیاس فقهی همان قیاس منطقی است؟                  | سید حسن اسلامی         | بررسی مسئله قیاس اثر علیرضا رحیمیان                                       | شایسته تقدیر |
| علوم اجتماعی-علوم سیاسی          | ایران در حکومت روحانیون                             | رشید جعفرپور           | ایران در حکومت روحانیون اثر دیلیپ هیرو                                    | شایسته تقدیر |
| علوم اجتماعی-آمار                | احتمالات و آمار کاربردی در روانشناسی و علوم تربیتی  | مهدی مرادی، ستار مرادی | احتمالات و آمار کاربردی در روانشناسی و علوم تربیتی اثر علی دلاور          | شایسته تقدیر |
| علوم و فنون                      | نقد کتاب استاد عشق                                  | احمد سرمد              | استاد عشق اثر ایرج حسابی                                                  | برگزیده      |
| هنر                              | صدا و بیانی گنگ                                     | سعید مجیدی             | صدا و بیان برای بازیگر اثر داوود دانشور                                   | شایسته تقدیر |
| ادبیات فارسی                     | لزوم تصحیح مجدد تفسیر طبری                          | اکرم حاجی سیدآقایی     | ترجمه تفسیر طبری به‌تصحیح حبیب یغمایی                                      | برگزیده      |
| زبان‌شناسی                        | معرفی و نقد کتاب مکاتیب زبانشناسی نوین در غرب       | محمد دبیرمقدم          | مکاتیب زبان‌شناسی نوین در غرب اثر پیتر ا.ام. سورن ترجمه علی محمد حق‌شناس    | برگزیده      |
| ادبیات داستانی                   | رویکردی روایت شناختی به داستان دو دنیا اثر گلی ترقی | الهام حدادی            | دو دنیا اثر گلی ترقی                                                      | شایسته تقدیر |
| تاریخ و جغرافیا                  | نقدی دربارهٔ روش تدوین مذاکرات مجلس اول              | سید ناصر سلطانی        | روش تدوین مذاکرات مجلس اول                                                | برگزیده      |
| کودک و نوجوان-دین                | بنای باور و پنجره‌های روح‌افزا                        | سید علی محمد رفیعی     | جموعة کتاب اندیشه اثر سعید روحافزا                                        | برگزیده      |
| کودک و نوجوان-داستان             | تردید در نیروی اهریمنی                              | مریم سراجیان تهرانی    | نیروی اهریمنیش اثر فیلیپ پولمن                                            | شایسته تقدیر |
| کودک و نوجوان-شعر                | بگو کیست، جاری در این بیت‌ها                         | آرش شفاعی              | کسی ابرها را تکان می‌دهد اثر داود لطف االله                                | شایسته تقدیر |
| مقالات الکترونیکی-هنر            | نقد کتاب ویژگی‌های محیطی فضاهای شهر امن              | هادی محمودنژاد         | ویژگی‌های محیطی فضاهای شهر امن اثر اسماعیل صالحی                           | برگزیده      |
| مقالات الکترونیکی-ادبیات داستانی | یک حقیقت اندوه بار                                  | فرشته نوبخت            | رمان روز گراز اثر محمد ایوبی                                              | شایسته تقدیر |

## دوره هشتم
| گروه                    | عنوان مقاله                                                          | منتقد                   | آثار نقدشده | عنوان جایزه  |
| ----------------------- | -------------------------------------------------------------------- | ----------------------- | --- | ------------ |
| کلیات                   | فرسنگها تا فرهنگ                                                     | صالح طباطبایی           | فرهنگ نامه معماری ایران در مراجع فارسی زیر نظر محمد بهشتی و مهرداد قیومی                                                | برگزیده      |
| فلسفه-فلسفه اسلامی      | الاهیات الهی و الهیات بشری: نقدی روش شناختی                          | سید حسن اسلامی          | الاهیات الهی و الهیات بشری اثر محمدرضا حکیمی                                                                            | برگزیده      |
| دین-کلیات اسلام         | مؤلف تبصره العلوم                                                    | سید موسی شبیری          | تبصرة العوام | شایسته تقدیر |
| دین-علوم قرآنی          | درنگی در مقاله معرفی و بررسی ترجمه قرآن کریم                         | حسن استادولی            | پاسخی به نقد محمدعلی کوشا به ترجمه قرآنِ استاد ولی                                                                       | شایسته تقدیر |
| دین-کلام                | تاریخ کلام یا تاریخ‌نگاری کلامی                                       | مالک شجاعی              | سیر تطوّر کلام اثر نوشتة محمدصفر جبرئیلی                                                                                 | شایسته تقدیر |
| علوم اجتماعی-علوم سیاسی | نقدی بر تحلیل حسن حنفی از جریانها و بحرانهای معاصر مصر و دنیای اسلام | نصرالله آقاجانی         | جریانها و بحرانهای معاصر مصر و دنیای اسلام تحلیل حسن حنفی                                                               | شایسته تقدیر |
| علوم و فنون             | تقریباً تاریخچه همه چیز                                               | سعید لیان               | تاریخچه تقریباً همه چیز اثر بیل براسین، ترجمه محمدتقی فرامرزی                                                            | شایسته تقدیر |
| هنر-هنرهای نمایشی       | ۱۵۰ کروموزوم ارزشمند                                                 | رضا کوچک‌زاده            | تعزیه در عراق و چند کشور اسلامی اثر عباس خدوم جمیلی ترجمهٔ مجید سرسنگی                                                   | شایسته تقدیر |
| هنر-معماری              | نقدی بر کتاب اسلام؛ هنر و معماری                                     | صالح طباطبایی           | اسلام: هنر و معماری زیر نظر مارکوس هاتشتاین و پیتر دلیوس                                                                | شایسته تقدیر |
| ادبیات فارسی            | بررسی سه کتاب از نویسندگان غیر ایرانی با موضوع تاریخ ادبیات ایران    | کاووس حسنلی مصطفی صدیقی | شعر العجم اثر شبلی نعمانی تاریخ ادبیات و مطبوعات ایران در عصر مشروطیت اثر ادوارد براون تاریخ ادبیات ایران اثر یان ریپکا | برگزیده      |
| ادبیات فارسی            | لزوم بازنگری در تصحیح قصص‌الانبیای نیشابوری                           | اکرم حاجی سیدآقایی      | قصص‌الانبیاء نیشابوری تصحیح حبیب یغمایی                                                                                  | برگزیده      |
| ادبیات عرب              | ضرورت بازنگری در عبارات عربی کتاب امثال و حکم دهخدا                  | وحید سبزیانپور          | امثال و حکم اثر علی اکبر دهخدا                                                                                          | برگزیده      |
| زبان‌شناسی               | واژگانی برای زبان فارسی                                              | امید طبیب‌زاده           | ساختمان واژه و مقوله دستوری اثر علاءالدین طباطبایی                                                                      | برگزیده      |
| ادبیات داستانی          | قره قیطاس ۱ و ۲ و ۳                                                  | فرخنده حق‌شنو            | طبقه هفتم غربی اثر جمشید خانیان                                                                                         | برگزیده      |
| شعر                     | عشق آمدنی بود نه آموختنی                                             | سید علی میرافضلی        | رباعی محبوب من اثر شمس لنگرودی                                                                                          | برگزیده      |
| تاریخ و جغرافیا         | تقویم التواریخ و کشف الظنون کاتب چلبی (۱و۲)                          | محسن ذاکرالحسینی        | کشف الظنون عن اسامی الکتب و الفنون اثر کاتب چلبی                                                                        | برگزیده      |
| تاریخ و جغرافیا         | ناگفته‌هایی از تاریخ معاصر آذربایجان: توضیحاتی بر نقد یک نقد          | رحیم نیکبخت             | مشاهیر و مفاخر میانه اثر محمدصادق نائبی                                                                                 | برگزیده      |
| کودک و نوجوان-شعر       | شعر بیتاب دریا                                                       | نیره سادات هاشمی        | از ابتدای غنچه تا انتهای گل اثر داوود لطف‌الله                                                                           | شایسته تقدیر |
| مقالات الکترونیکی       | آن شب، شیفت شب                                                       | ضیاءالدین وظیفه شعاع    | شیفت شب اثر غلامرضا معصومی                                                                                              | شایسته تقدیر |

## دوره نهم
| گروه                             | عنوان مقاله                                                        | منتقد             | آثار نقدشده                                                            | عنوان جایزه  |
| -------------------------------- | ------------------------------------------------------------------ | ----------------- | ---------------------------------------------------------------------- | ------------ |
| کلیات-دائرةالمعارف و فرهنگ‌ها     | کیمیای فرهنگ در فرهنگ کیمیا                                        | بهاءالدین خرمشاهی | فرهنگ کیمیا اثر کریم امامی                                             | برگزیده      |
| کلیات-کتابشناسی و فهرست نویسی    | تکمله ای بر فهرست نسخه‌های خطی عربی کتابخانه تخصصی وزارت آموز خارجه | مجید غلامی        | فهرست نسخه‌های خطی عربی کتابخانه تخصصی وزارت آموز خارجه اثر اکرم مسعودی | برگزیده      |
| فلسفه اسلامی                     | ملاحظاتی دربارهٔ کتاب فلسفهٔ فلسفه اسلامی                            | محمد فنائی اشکوری | فلسفهٔ فلسفه اسلامی اثر عبدالحسین خسروپناه                              | شایسته تقدیر |
| دین-علوم قرآنی                   | بررسی سطوح ساختاری و کارکردی ترجمه روشنگر قرآن کریم                | ابوالفضل حری      | ترجمه روشنگر قرآن کریم استاد کریم زمانی                                | شایسته تقدیر |
| دین-عرفان                        | بررسی انتقادی کتاب معنای زندگی از نگاه مولانا و اقبال              | مهدی کمپانی زارع  | معنای زندگی از نگاه مولانا و اقبال اثر نظیر قیصر                       | شایسته تقدیر |
| هنر                              | نگاهی بر سفال زرینفام ایرانی                                       | هانیه نیکخواه     | سفال زرین فام ایرانی اثر الیور واتسون                                  | برگزیده      |
| ادبیات فارسی                     | عیبگویان بیشتر گم کرده راه                                         | محمدافشین وفایی   | فرهنگ شاهنامه اثر علی رواقی                                            | برگزیده      |
| زبان‌شناسی                        | معرفی و نقد کتاب درآمدی بر زبان‌شناسی شناختی: نظریه‌ها و مفاهیم      | محمدرضا رضوی      | درآمدی بر زبان‌شناسی شناختی: نظریه‌ها و مفاهیم اثر محمد راسخ مهند        | شایسته تقدیر |
| تاریخ و جغرافیا                  | بررسی و نقد کتاب دولت سلجوقیان                                     | محسن رحمتی        | دولت سلجوقیان اثر احمد کمال الدین الحلمی                               | برگزیده      |
| کودک و نوجوان-شعر                | شاعری شیفته کلاغ ها!                                               | زهره حیدری        | شاید همین اطراف باشد اثر عباسعلی سپاهی یونسی                           | برگزیده      |
| کودک و نوجوان-داستان             | سوژه‌های جذاب، پرداختهای خام                                        | مهدی ابراهیمی     | بابا قورباغه اثر تورنتون دبلیو. برجیس                                  | شایسته تقدیر |
| مقالات الکترونیکی-ادبیات داستانی | نقد رمان سوران سرد                                                 | فرخنده حق شنو     | سوران سرد اثر جواد افهمی                                               | شایسته تقدیر |

## دوره دهم
| گروه                      | عنوان مقاله                                                          | منتقد                        | آثار نقدشده | عنوان جایزه  |
| ------------------------- | -------------------------------------------------------------------- | ---------------------------- | --- | ------------ |
| کلیات                     | مناره بلند بر دامنه الوند                                            | صالح طباطبایی                | دانشنامه دانش گستر زیر نظر علی رامین، کامران فانی و محمد علی سادات                                                  | برگزیده      |
| دین-اخلاق                 | کتاب ارشاد عبدالله قلانسی و نکاتی دربارهٔ آن                          | محمود عابدی                  | ارشاد اثر عبدالله قلانسی                                                                                            | شایسته تقدیر |
| دین-عرفان                 | چاپ جدید ترجمه رساله قشیریه: تصحیح مجدد یا ویرایشی مغلوط             | فرزاد مروجی                  | رساله قشیریه به‌تصحیح مهدی محبتی                                                                                     | شایسته تقدیر |
| علوم اجتماعی              | کژتابی‌های نظری و مفهومی محققان غربی در فهم انقلاب اسلامی             | اعظم مجیدی نژاد              | انقلاب اسلامی ایران و بازتاب جهانی آن اثر جان اسپوزیتو                                                              | برگزیده      |
| علوم و فنون               | نه هرکه سر بتراشد قلندری داند                                        | یونس کرامتی                  | ترجمه دو کتاب از کندال اف هاون با ترجمه رضا جولایی: ۱۰۰ اکتشافی که جهان را تکان داد ۱۰۰ اختراعی که جهان را تکان داد | برگزیده      |
| هنر                       | گزارشگونه‌ای از کیفیت احیای آثار عبدالقادر مراغه‌ای                    | عبدالرضا موسوی               | آثار انتشاریافتهٔ عبدالقادر مراغه‌ای (به‌تصحیح تقی بینش و علی‌اشرف صادقی)                                               | برگزیده      |
| ادبیات فارسی              | معیار جمالی و مفتاح ابو اسحاقی                                       | پروین تاج بخش                | معیار جمالی و مفتاح ابواسحاقی به‌تصحیح یحیی کاردگر                                                                   | برگزیده      |
| ادبیات داستانی            | اندوه عروسک‌های جذامی                                                 | مریم مقانی                   | استخوان خوک و دستهای جذامی اثر مصطفی مستور                                                                          | شایسته تقدیر |
| تاریخ و جغرافیا           | ملاحظاتی دربارهٔ تصحیح جدید تاریخ بیهقی                               | محمد دهقانی                  | تاریخ بیهقی به‌تصحیح محمدجعفر یاحقی و مهدی سیدی                                                                      | برگزیده      |
| کودک و نوجوان-دین         | کرامتی فراتر از سلطنت                                                | سید محمد رفیعی               | ملیکا: مام خورشید عدالت اثر امین توکلی                                                                              | برگزیده      |
| کودک و نوجوان-علوم و فنون | تاریخ علم در ایران، بدون تاریخ علم و منابع                           | نادیا معقولی                 | تاریخ علم در ایران اثر اسفندیار معتمدی                                                                              | شایسته تقدیر |
| کودک و نوجوان-داستان      | نگاهی به ابعاد روایت مندی در داستان سه سوت جادویی احمد اکبرپور       | سعید حسامپور، شیدا آرامش فرد | سه سوت جادویی اثر احمد اکبرپور                                                                                      | برگزیده      |
| کودک و نوجوان-شعر         | بررسی محتوایی اشعار کودکانه پروین دولت‌آبادی بر قایق ابرها و گل بادام | زهرا استادزاده               | مجموعه اشعار کودکانه پروین دولت‌آبادی از کتاب بر قایق ابرها و گل بادام                                               | برگزیده      |

## دوره یازدهم
| گروه                           | عنوان مقاله                                                    | منتقد                 | آثار نقدشده                                                                                                 | عنوان جایزه  |
| ------------------------------ | -------------------------------------------------------------- | --------------------- | --- | ------------ |
| ادبیات فارسی-متون کهن          | فیه ما فیه و شرح کامل آن                                       | رحمان مشتاق مهر       | شرح کامل فیه ما فیه اثر کریم زمانی                                                                          | برگزیده      |
| ادبیات فارسی-شعر کلاسیک        | در حاشیه نقد و شرح قصاید خاقانی                                | محمدرضا ترکی          | نقد و شرح قصاید خاقانی بر اساس تقریرات بدیع الزمان فروزانفر اثر محمد استعلامی                               | برگزیده      |
| ادبیات عرب                     | نقد و بررسی ترجمه و تحلیل دیوان متنبی                          | عنایت الله فاتحی نژاد | ترجمه و تحلیل دیوان متنبی ترجمهٔ علیرضا منوچهریان                                                            | شایسته تقدیر |
| زبان‌شناسی                      | بررسی تیشتریشت                                                 | چنگیز مولایی          | تیشتریشت ترجمهٔ زهره زرشناس و فرزانه گشتاسب                                                                  | برگزیده      |
| کلیات و اطلاع‌رسانی-روش تحقیق   | ابرهای تهی: فقر ساختار و محتوا در کتاب‌های روش تحقیق            | سید حسن اسلامی        | کتاب‌های روش تحقیق                                                                                           | برگزیده      |
| کلیات و اطلاع‌رسانی-فرهنگ نویسی | نقد و بررسی کتاب فرهنگ اوزان شعر فارسی تألیف تقی وحیدیان       | مهدی کمالی            | فرهنگ اوزان شعر فارسی تألیف تقی وحیدیان                                                                     | برگزیده      |
| علوم و فنون                    | نگاهی به ذخیره خوارزمشاهی                                      | گلپر نصری             | ذخیره خوارزمشاهی به‌تصحیح محمدرضا محرری                                                                      | برگزیده      |
| میراث‌پژوهی                     | تکلمه و استدراکاتی بر فهرست دستنویس‌های فارسی کتابخانه ایاصوفیا | علی صفری              | فهرست دستنویس‌های فارسی کتابخانه ایاصوفیا، به‌کوشش سید محمدتقی حسینی                                          | برگزیده      |
| علوم اجتماعی                   | بررسی و نقد کتاب اقتصاد کلان                                   | محمد واعظ برزانی      | اقتصاد کلان اثر محمد طبیبیان                                                                                | برگزیده      |
| علوم سیاسی                     | کندوکاوی روش شناختی در کتاب جریان‌شناسی سیاسی در ایران          | عباس خلجی             | جریان‌شناسی سیاسی در ایران اثر علی دارابی                                                                    | برگزیده      |
| تاریخ و جغرافیا                | درس‌نامه‌ای ناتمام                                               | محسن رحمتی            | قراخانیان: بنیان‌گذاران نخستین سلسه ترک در مسلمانان فرارود اثر سید ابوالقاسم فروزانی                         | برگزیده      |
| علوم تربیتی                    | منبع‌شناسی تعلیم و تربیت                                        | محمد هدایی            | منبع‌شناسی تعلیم و تربیت: کارنامه منابع پیرامون تعلیم و تربیت، تهیه و تنظیم پایگاه اطلاع‌رسانی سراسری (پارسا) | برگزیده      |
| کودک و نوجوان-داستان           | دیدار با زمان                                                  | شیدا آرامش فرد        | کاخ اژدها اثر آرمان آرین                                                                                    | برگزیده      |
| کودک و نوجوان-شعر              | با چشمهایی که می‌چشند!                                          | زهره حیدری            | با دو چشمم می‌چشم اثر غلامرضا بکتاش                                                                          | شایسته تقدیر |
| کودک و نوجوان-تصویرگری         | رابطه متن و تصویر در ترجمه ماهی سیاه کوچولو به زبان انگلیسی    | بهار اشراق            | ترجمه انگلیسی کتاب ماهی سیاه کوچولو                                                                         | شایسته تقدیر |

## دوره دوازدهم
| گروه                             | عنوان مقاله | منتقد                                      | آثار نقدشده | عنوان جایزه  |
| -------------------------------- | --- | ------------------------------------------ | --- | ------------ |
| کلیات و اطلاع‌رسانی               | تأملی بر سهم مؤلف در نگارش کتاب‌های تألیفی:مورد پژوهی کتاب مدیریت ارتباطات برای کتابداران و متخصصان اطلاعرسانی    | مظفر چشمه سهرابی                           | مدیریت ارتباطات برای کتابداران و متخصصان اطلاع‌رسانی تألیفِ مرتضی امرایی، حسن اشرفی و احمد پاپی با همکاری سوسن بهرامی و راحله سموعی | برگزیده      |
| میراث پژوهی                      | نقدی بر تصحیح تازه خزانه عامری                                                                                   | مهدی رحیم پور                              | خزانه عامره اثر میرغلامعلی آزاد بلگرامی به کوشش منصوره تدینی                                                                      | شایسته تقدیر |
| میراث پژوهی                      | نقدی بر چاپ تازه التنویر فی الطب                                                                                 | علی صفری                                   | اصطلاحات پزشکی در طب سنتی ترجمه کتاب التنویر فی الاصطلاحات الطبیه تألیف ابومنصور نوح قمری و به‌تصحیح احسان مقدس                    | شایسته تقدیر |
| فلسفه، کلام و عرفان-کلام         | از شمس‌الدین کشی تا ابن رشد شیعی!                                                                                 | حمید عطائی                                 | شیعه شناسان غربی و اصول اعتقادات شیعه دوازده امامی اثر مریم صانع پور                                                              | شایسته تقدیر |
| فلسفه، کلام و عرفان-فلسفه اسلامی | تحلیل نظریه‌های علم دینی و آزمون الگوی حکمی-اجتهادی در تولید علوم انسانی                                          | سید محمدتقی موحد ابطحی                     | در جستجوی علوم انسانی اسلامی اثر عبدالحسین خسروپناه                                                                               | برگزیده      |
| فلسفه، کلام و عرفان-کلام         | خاستگاه‌های فلسفه دین در ادیان ابراهیمی                                                                           | بهنام اکبری                                | فیلون اسکندرانی مؤسس فلسفه دینی اثر رضا گندمی نصرآبادی                                                                            | شایسته تقدیر |
| دین-علوم قرآنی و حدیث            | بررسی و نقد مبانی قرآن احمد صبحی منصور در انحصار منبعیت قرآن با تأکید بر کتاب القرآن و کفی مصدرا للتشریع الاسلام | راضیه مظفری و مجید معارف                   | القرآن و کفی مصدرا للتشریع الاسلام اثر احمد صبحی منصور                                                                            | شایسته تقدیر |
| دین-کلیات اسلام                  | بررسی کتاب اندیشه اسلامی۱                                                                                        | غلامرضا کسایی و جلال رحیمیان               | اندیشه اسلامی ۱ اثر جعفر سبحانی و محمد محمدرضایی                                                                                  | شایسته تقدیر |
| علوم اجتماعی-جامعه‌شناسی          | بازنمایی جامعه‌شناسی عینیت گرا در کالبد جامعه‌شناسی انتقادی                                                        | محمد امین قانعی راد                        | دعوت به جامعه‌شناسی: نگاهی انسان گرایانه اثر پیتر برگر                                                                             | شایسته تقدیر |
| علوم اجتماعی-ارتباطات            | قدرت ارتباطات یا قدرت اطلاعات                                                                                    | عبدالرسول دیوسالار                         | قدرت ارتباطات اثر مانوئل کاستلز                                                                                                   | شایسته تقدیر |
| زبان-زبان‌شناسی                   | نقد و معرفی رده‌شناسی زبان‌های ایرانی                                                                              | محمد راسخ مهند                             | رده‌شناسی زبان‌های ایرانی اثر محمد دبیرمقدم                                                                                         | شایسته تقدیر |
| زبان-زبان‌های باستانی             | نقد و بررسی ترجمه صادق هدایت از زند و هومن یسن                                                                   | سیمین دخت گودرزی                           | ترجمه صادق هدایت از میانه زند و هومن یسن                                                                                          | شایسته تقدیر |
| علوم و فنون-تاریخ علم            | کی گوش می‌کند به سروش پیام ما                                                                                     | یونس کرامتی                                | ترجمه کتاب بیت الحکمه: راز تحول در تمدن غربی اثر جاناتان لیونز ترجمهٔ بهرام نوازنی                                                 | برگزیده      |
| علوم و فنون-زیست‌شناسی            | تلاش جوانان ایرانی برای معرفی شگفتی‌های سرزمین مادری                                                              | حسن سالاری                                 | پروانه‌های ایران اثر علیرضا نادری، طبیعت گردی با گیاهان ایران اثر مجید اسکندری، خزندگان و دوزیستان ایران اثر کامران کمالی          | شایسته تقدیر |
| هنر                              | اول و آخر تویی ما در میان: مروری بر کتاب تاریخ پارچه و نساجی در ایران                                            | پروین بابایی                               | تاریخ پارچه و نساجی در ایران اثر فریده طالب پور                                                                                   | شایسته تقدیر |
| ادبیات فارسی-متون کهن            | اهمیت تلفظ برخی از واژه‌ها در تصحیح بیت‌هایی از شاهنامه                                                            | وحید عیدگاه                                | ویرایش شاهنامه از جلال خالقی مطلق                                                                                                 | برگزیده      |
| ادبیات فارسی-متون کهن            | بررسی و نقد هفت تصحیح دیوان حافظ                                                                                 | سعید لیان                                  | تصحیحات قزوینی، خانلری، سایه، عیوضی، جلالی نائینی و نورانی وصال، و نیساری                                                         | برگزیده      |
| ادبیات فارسی-نقد ادبی            | تاریخ‌گرایی نو: بررسی کتاب تاریخ بیهقی در بوته نقد جدید                                                           | قدسیه رضوانیان                             | تاریخ بیهقی در بوته نقد جدید اثر فروغ صهبا                                                                                        | شایسته تقدیر |
| ادبیات داستانی                   | فراداستان تاریخ نگارانه؛ مطالعه موردی: مارمولکی که ماه را بلعید                                                  | غلامرضا پیروز، قدسیه رضوانیان و سروناز ملک | مارمولکی که ماه را بلعید اثر قاسم شکری                                                                                            | شایسته تقدیر |
| ایران و اسلام                    | سلی شاهوار، گاد گیلبار، و بوریس موروزوف: بهائیان ایران، جنوب خزر و قفقاز                                         | سید مقداد نبوی رضوی                        | بهائیان ایران، جنوب خزر و قفقاز با ویرایشِ سلی شاهوار، گاد گیلبار، و بوریس موروزوف                                                 | شایسته تقدیر |
| تاریخ                            | کاربرد منابع در کتاب درسی تاریخ معاصر ایران سال سوم دبیرستان، مطالعه موردی درس ۱۰ و ۱۱                           | محمد گودرزی                                | تاریخ معاصر ایران (سال سوم آموزش متوسطه) اثر علی اکبر ولایتی                                                                      | برگزیده      |
| تاریخ                            | نقد و بررسی وضعیت سیاسی خراسان در دوره جانشینن نادر                                                              | محسن رحمتی                                 | وضعیت سیاسی خراسان در دوره جانشینان نادر اثر علی‌اکبر علی‌اکبری                                                                     | برگزیده      |
| کودک و نوجوان                    | خط و رسم عاشقی: تأملی بر رسم‌الخط قصه‌های عاشقانه ایرانی                                                           | مهدی شعبانی                                | عاشقانه‌های ایرانی (چهار جلد) | شایسته تقدیر |

## دوره سیزدهم - ۱۳۹۵
| بخش                   | عنوان مقاله                                                                                                 | منتقد                                  | آثار نقدشده                                                                                       | عنوان جایزه  |
| --------------------- | --- | -------------------------------------- | ------------------------------------------------------------------------------------------------- | ------------ |
| کلیات- اطلاع‌رسانی     | پر، اما ناپرداخته! نقدی بر کتاب روش تحقیق در علم اطلاعات و دانش‌شناسی                                        | ابراهیم افشار                          | روش تحقیق در علم اطلاعات و دانش‌شناسی اثر یزدان منصوریان                                           | برگزیده      |
| میراث‌پژوهی            | ضرورت تصحیح مجدد مجموعه رسائل عزیز بن محمد نسفی                                                             | احسان رئیسی                            | الانسان الکامل به‌تصحیح ماریژان موله                                                               | برگزیده      |
| میراث‌پژوهی            | نقد تصحیح التدوین فی اخبار قزوین                                                                            | هادی درزی رامندی و محمد منصور طباطبایی | التدوین فی اخبار قزوین اثر عبدالکریم بن محمد رافعی قزوینی به‌تصحیح عزیزالله عطاردی                 | برگزیده      |
| فلسفه اسلامی          | ملاحظاتی دربارهٔ برخی مباحث معرفت‌شناسی در فلسفه اسلامی                                                       | مجید مرادی                             | مباحث معرفت‌شناسی در فلسفه اسلامی، اثر یارعلی کرد فیروزجایی                                        | شایسته تقدیر |
| فلسفه اسلامی          | نقد و بررسی نظریه نقد عقل عربی                                                                              | سیّدمحسن میری و قاسم ابراهیمی‌پور        | آثار محمد عابد جابری                                                                              | شایسته تقدیر |
| فلسفه غرب             | شروط امکان تألیف دربارهٔ کانت                                                                                | سید محسن اسلامی                        | وظیفه‌گرایی اخلاقی کانت اثر حسین اترک                                                              | شایسته تقدیر |
| عرفان                 | ما به کجاییم و امانت کجاست؛ نقد ترجمه فارسی اللمع فی التصوف                                                 | سعید کریمی                             | اللمع فی التصوف اثر ابونصر سراج ترجمهٔ مهدی محبتی                                                  | شایسته تقدیر |
| کلام                  | قد و بررسی دیدگاه پروفسور پاول هک در کتاب زمینه مشترک                                                       | محمد جعفر مروارید و حسن توسلی          | زمینه مشترک اثر پاول هک                                                                           | شایسته تقدیر |
| دین-فقه و حقوق        | تألیف فلسفه فقه، ضرورتی که همچنان باقی است                                                                  | ناصر قربان‌نیا                          | فلسفه علم فقه اثر سعید ضیائی‌فر                                                                    | برگزیده      |
| دین-اخلاق             | دعوت دوباره به فضیلت فکری                                                                                   | امیرحسین خداپرست                       | معرفت‌شناسی فضیلت اثر زهرا خزاعی                                                                   | برگزیده      |
| دین-اخلاق             | معرفی و نقد یک کتاب و دو ترجمه آن: کلیات فلسفه اخلاق نوشته جیمز ریچلز                                       | سید علیرضا صالحی                       | دو ترجمه از عناصر فلسفه اخلاق اثر جیمز ریچلز: ترجمهٔ آرش اخگری ترجمهٔ محمود فتحعلی و علیرضا آل بویه | برگزیده      |
| علوم اجتماعی          | واکاوی مسئله گفتگو: بررسی و نقد کتاب در جهان گفتگو                                                          | فرهنگ ارشاد                            | در جهان گفتگو اثر هادی خانیکی                                                                     | شایسته تقدیر |
| علوم اجتماعی-ارتباطات | نقد کتاب ارتباط‌شناسی                                                                                        | مصطفی همدانی                           | ارتباط‌شناسی اثر مهدی محسنیان‌راد                                                                   | شایسته تقدیر |
| زبان-زبان‌های دیگر     | بررسی ترجمه سه اثر از اریک امانوئل اشمیت بر اساس آرای نظری اومبرتواکو                                       | مرضیه اطهاری نیک‌عزم و رعنا طاهرزاده    | سه کتاب از اریک امانوئل اشمیت با ترجمهٔ سروش حبیبی                                                 | برگزیده      |
| زبان-زبانشناسی        | نقد و بررسی مجموعه فرهنگ‌های سخن                                                                             | فرهاد قربان‌زاده                        | فرهنگ سخن اثر حسن انوری                                                                           | شایسته تقدیر |
| علوم و فنون           | علم، دین و خرافه در تمدن اسلامی                                                                             | امیرمحمد گمینی                         | مقالاتی دربارهٔ مفهوم علم در تمدن اسلامی اثر رسول جعفریان                                          | برگزیده      |
| هنر                   | مداقه‌ای در مباحث تئوری طراحی گرافیک: نگاهی به کتاب طراحی گرافیک چیست؟                                       | مهدی حق‌شناس                            | طراحی گرافیک چیست؟ اثر کوئنتین نیوآرک، ترجمهٔ مرجان زاهدی                                          | شایسته تقدیر |
| ادبیات فارسی-نقد ادبی | جامعه‌شناسی ادبیات و رمان یا شوخی کردن با امتناع                                                             | مهدی یوسفی                             | جامعه‌شناسی رمان فارسی اثر عسگر عسگری حسنکلو                                                       | برگزیده      |
| متون کهن              | معرفی و بررسی دو تصحیح تازه شاهنامه                                                                         | سجاد آیدنلو                            | دو تصحیح شاهنامه (ویرایش نهایی چاپ مسکو و تصحیح جلال خالقی مطلق)                                  | برگزیده      |
| ادبیات داستانی        | نقد و تحلیل رمان چراغ‌ها را من خاموش می‌کنم از منظر زبان و جنسیت                                              | ملاحت نجفی عرب                         | چراغ‌ها را من خاموش می‌کنم اثر زویا پیرزاد                                                          | شایسته تقدیر |
| شعر                   | شعر نو در ترازو: مروری بر کتاب شعر نو در ترازوی تأویل                                                       | عبدالرسول شاکری                        | شعر نو در ترازوی تأویل اثر سیاوش جعفری                                                            | برگزیده      |
| تاریخ و جغرافیا       | ایران عصر صفوی: نوزایی امپراتوری ایران                                                                      | محمدکاظم رحمتی                         | ایران عصر صفوی: نوزایی امپراتوری ایران اثر اندرو نیومن، ترجمهٔ بهزاد کریمی                         | برگزیده      |
| کودک و نوجوان         | نقد و بررسی دو داستان خاطرات یک خون‌آشام عاشق و جودی انجمن مخفی تشکیل می‌دهد از منظر برنامه فلسفه برای کودکان | مریم عفتی کلاته                        | خاطرات یک خون‌آشام عاشق اثر فرهاد حسن‌زاده جودی انجمن مخفی تشکیل می‌دهد اثر مگان مک‌دونالد            | برگزیده      |

## دوره چهاردهم - ۱۳۹۶
| بخش                               | عنوان مقاله | منتقد                   | آثار نقدشده | عنوان جایزه  |
| --------------------------------- | --- | ----------------------- | --- | ------------ |
| کلیات-اطلاع‌رسانی                  | بازشناختی از دانش‌شناسی: دیدگاهی واگرا یا همگرا در علم اطلاعات و دانش‌شناسی                                                             | علی جلالی دیزجی         | بازشناختی از دانش‌شناسی: جستارهایی در علم اطلاعات و دانش‌شناسی اثر امیر ریسمان‌باف و رحمت‌الله فتاحی                 | برگزیده      |
| میراث‌پژوهی                        | نقد و بررسی فهرست نسخ خطی سازمان اسناد و کتابخانه ملی ایران (ج. ۲۸)                                                                   | پریسا کرم‌رضایی          | فهرست نسخ خطی سازمان اسناد و کتابخانه ملی ایران (جلد ۲۸) اثر ناهید باقری خرمدشتی                                 | برگزیده      |
| فلسفه، کلام و عرفان- فلسفه اسلامی | تأملی بر کتاب درآمدی به نظام حکمت متعالیه (جلد سوم): انسان‌شناسی                                                                       | محمدرضا ارشادی‌نیا       | درآمدی به نظام حکمت صدرایی اثر عبدالرسول عبودیت                                                                  | شایسته تقدیر |
| فلسفه، کلام و عرفان- فلسفه اسلامی | انگارهٔ رشد فلسفه در دوران صفویه و نقدهای عجولانه بر منتقدان اندیشهٔ صدرایی                                                             | محمود هدایت‌افزا         | درآمدی بر تاریخ فلسفه اسلامی اثر محمد فنایی اشکوری و همکاران                                                     | شایسته تقدیر |
| فلسفه، کلام و عرفان-فلسفه غرب     | نقد و بررسی کتاب ارسطو | حمیدرضا محبوبی آرانی    | ارسطو اثر کریستوفر شیلدز                                                                                         | شایسته تقدیر |
| فلسفه، کلام و عرفان-فلسفه غرب     | انتشاری نه چندان خوشخوان از کتابی خوشخوان: نقد و بررسی کتاب درآمدی به متافیزیک معاصر                                                  | مهدی امیریان            | درآمدی به متافیزیک معاصر اثر مایکل لاکس، ترجمهٔ صالح افروغ و یاسر پوراسماعیل                                      | شایسته تقدیر |
| فلسفه، کلام و عرفان- کلام         | منصب بابیت امامان در ترازوی نقد و بررسی محتواشناسانه با توجه به کتاب رازداران حریم اهل بیت (ع)                                        | نعمتالله صفری فروشانی   | رازداران حریم اهل بیت (ع) اثر جواد سلیمانی                                                                       | برگزیده      |
| علوم تربیتی و روانشناسی           | هوش و گوش خود بدین پاداش ده: نقدی بر گزارش آرای تربیتی جاحظ در جلد نخست آرای دانشمندان مسلمان در تعلیم و تربیت و مبانی آن             | بهروز رفیعی             | آرای دانشمندان مسلمان در تعلیم و تربیت و مبانی آن (جلد اول) اثر محمد فتحعلی‌خانی، علیرضا فصیحی‌زاده و علی‌نقی فقیهی | برگزیده      |
| دین-قرآن و حدیث                   | نقد روش‌شناختی کتاب التفسیر و المفسرون فی ثوبه القشیب                                                                                  | سید هدایت جلیلی         | التفسیر و المفسرون فی ثوبه القشیب اثر محمدهادی معرفت                                                             | برگزیده      |
| دین-فقه و حقوق                    | نوشته‌ای قابل تحسین همراه با گلایه‌هایی چند: در نقد و بررسی کتاب اصول حقوق مالکیت فکری                                                  | علیرضا محمدزاده وادقانی | اصول حقوق مالکیت فکری اثر مریم شیخی                                                                              | شایسته تقدیر |
| علوم اجتماعی-ارتباطات             | حقوقی برای رسانه یا رسانه‌ای برای حقوق: نقدی بر کتاب حقوق مالکیت فکری آفرینش‌های رسانه‌ای                                                | پژمان محمدی             | حقوق مالکیت فکری آفرینش‌های رسانه‌ای اثر محمدمهدی حسنی                                                             | برگزیده      |
| زبان-زبان فارسی                   | دربارهٔ زبان فارسی افغانستان | مسعود قاسمی             | زبان فارسی افغانستان (دری) اثر علی رواقی و زهرا اصلانی                                                           | برگزیده      |
| زبان-زبان‌های دیگر                 | بررسی و نقد کتاب راه‌بردهای یادگیری Les stratégies d’apprentissage                                                                     | کامیار عبدالتاجدینی     | راهبردهای یادگیری اثر پل سیر                                                                                     | شایسته تقدیر |
| زبان-زبانشناسی                    | فرهنگ؟ دانشنامه؟ کارا؟ نغمه‌های ناساز                                                                                                  | حسن هاشمی میناباد       | فرهنگ-دانشنامه کارا اثر بهاءالدین خرمشاهی                                                                        | شایسته تقدیر |
| هنر                               | نگاهی به کتاب‌نگاشت توضیحی نظریه‌های معماری و هنر                                                                                       | هما افراسیابی           | کتاب‌نگاشت توضیحی نظریههای معماری و هنر اثر مهرداد قیومی بیدهندی و همکاران                                        | شایسته تقدیر |
| ادبیات فارسی-نقد ادبی             | بررسی و نقد رساله‌های شعری فلاسفه مسلمان از فن شعر ارسطو: ترجمه در زمانه عسر                                                           | داوود عمارتی مقدم       | رساله‌های شعری فلاسفه مسلمان اثر سید مهدی رزقانی و حسن حسن‌زاده نیری                                               | برگزیده      |
| ادبیات فارسی-نقد ادبی             | نقدی بر کتاب جستارهایی در باب نظریه روایت و روایت‌شناسی                                                                                | هادی یاوری              | جستارهایی در باب نظریه روایت و روایت‌شناسی اثر ابوالفضل حری                                                       | برگزیده      |
| ادبیات داستانی                    | خوانش باختینی رمان حیاط خلوت | محمود رنجبر             | حیاط خلوت اثر فرهاد حسن‌زاده                                                                                      | برگزیده      |
| تاریخ و جغرافیا-تاریخ             | حاشیه‌ها بر و خاطره‌ها از سفرنامهٔ ابن بطوطه پارسی گردان                                                                                 | سیّدحسین رضوی برقعی      | سفرنامه ابن بطوطه، ترجمهٔ محمدعلی موحد                                                                            | شایسته تقدیر |
| کودک و نوجوان                     | تجلی شاعرانهٔ باد: واکاوی اشعار پروین دولت‌آبادی با رویکرد به عناصر اربعه و تأثیر و ارتباط آن بر تفکر و برون‌داد استعدادهای نهفتهٔ کودکان | کیمیا امینی             | بر قایق ابرها و گل بادام اثر پروین دولت‌آبادی                                                                     | برگزیده      |

## دوره پانزدهم - ۱۳۹۷
| بخش                        | عنوان مقاله                                                                                                  | منتقد                          | آثار نقدشده | عنوان جایزه  |
| -------------------------- | --- | ------------------------------ | --- | ------------ |
| کلیات-اطلاع‌رسانی           | بررسی و نقد کتاب روش‌شناسی تحقیقات کیفی                                                                       | مصطفی همدانی                   | روش شناسی تحقیقات کیفی اثر محمدتقی ایمان | برگزیده      |
| کلیات-فهرست‌نویسی و نسخ خطی | ناگفته‌هایی دربارهٔ مجلدی از فهارس مجلس: نقد فهرست نسخه‌های خطی مجلس، ج ۴۵                                      | جواد بشری                      | فهرست نسخه‌های خطی کتابخانهٔ مجلس شورای اسلامی اثر سیدصادق حسینی اشکوری و یوسف بیگ باباپور | برگزیده      |
| فلسفه، کلام و عرفان        | معرفی و بررسی نقادانهٔ کتاب فلسفهٔ ریاضیات براون                                                               | حسین بیات                      | فلسفهٔ ریاضیات اثر جیمز رابرت براون | شایسته تقدیر |
| فلسفه، کلام و عرفان        | بررسی و نقد کتاب تاریخ فلسفه راتلج                                                                           | مصطفی شهرآیینی                 | تاریخ فلسفه راتلج (جلد چهارم) | شایسته تقدیر |
| علوم تربیتی و روانشناسی    | نقدی بر کتاب آموزش و پرورش تطبیقی: رویکردها، روش‌ها و اصول                                                    | عباس معدن‌دار آرانی             | آموزش و پرورش تطبیقی: رویکردها، روش‌ها و اصول اثر بهرام محسن‌پور | شایسته تقدیر |
| دین-کلیات اسلام            | بررسی و نقد کتاب از علم سکولار تا علم دینی                                                                   | خسرو باقری نوع‌پرست             | از علم سکولار تا علم دینی اثر مهدی گلشنی | شایسته تقدیر |
| دین-قرآن و حدیث            | توحید مفضل بن عمر جعفی در ترازوی نقد                                                                         | هادی نصیری و محمدعلی صالحی     | توحید مفضل | شایسته تقدیر |
| دین-فقه و حقوق             | دین حداقلی: نقدی بر کتاب جایگاه تشریع، شورا و بیعت در فقه و حقوق اسلامی                                      | عابدین مؤمنی                   | جایگاه تشریع، شورا و بیعت در فقه و حقوق اسلامی اثر محمد جعفری هرندی | شایسته تقدیر |
| دین-اخلاق                  | چرا (مترجم و ناشر) خوب بودن دشوار است؟                                                                       | امیرحسین خداپرست               | چرا خوب بودن دشوار است؟ اثر ال جینی (ترجمهٔ سپیده معتمدی) | شایسته تقدیر |
| علوم اجتماعی               | ای.پی. تامپسون و تکوین طبقه کارگر در انگلستان                                                                | هاشم آقاجری                    | تکوین طبقه کارگر در انگلستان اثر ادوارد پالمر تامپسون | برگزیده      |
| علوم سیاسی                 | پرتویی نو بر اندیشه سیاسی اسلام: نقدکتاب تاریخ اندیشه سیاسی در اسلام                                         | عباس خلجی                      | تاریخ اندیشه سیاسی در اسلام اثر پاتریشیا کرون | شایسته تقدیر |
| علوم اجتماعی-اقتصاد        | بررسی و نقد کتاب اقتصاد از نگاهی دیگر                                                                        | وحید مقدم و هادی امیری         | اقتصاد به روایت دیگر اثر موسی غنی‌نژاد | شایسته تقدیر |
| هنر                        | نقد و بررسی کتاب بنیان‌های نظری و عملی موسیقی فیلم با رویکرد سینمای کشورهای اسلامی                            | حمید عسکری رابری               | بنیانهای نظری و عملی موسیقی فیلم با رویکرد سینمای کشورهای اسلامی اثر محمدرضا آزاده‌فر، صادق رشیدی و حمیدرضا رضایی | شایسته تقدیر |
| ادبیات فارسی-نقد ادبی      | نقد درسنامه‌های سبک‌شناسی و پیشنهاد دو درس سبک پژوهی و سبک ورزی در رشته ادبیات فارسی                           | محمود فتوحی رودمعجنی           | سبک‌شناسی یا تاریخ تطور نثر فارسی اثر محمدتقی بهار کلیات سبک‌شناسی اثر سیروس شمیسا سبک‌شناسی شعر پارسی از رودکی تا شاملو اثر محمد غلامرضایی درآمدی بر سبک‌شناسی ساختاری اثر محمدتقی غیاثی درآمدی بر سبک‌شناسی در ادبیات اثر محمود عبادیان | شایسته تقدیر |
| ادبیات فارسی-متون کهن      | این طبل بلندبانگِ در باطن هیچ: معرفی و نقد لطائف التفسیر درواجکی                                              | حمیدرضا سلمانی                 | لطائف التفسیر به‌تصحیح عبدالله رادمرد و عبدالله غفرانی | برگزیده      |
| ادبیات داستانی             | نقدی ساختگرایانه بر تقابل‌های معنایی رمان گلاب خانم اثر قاسمعلی فراست                                         | پوران علیپور                   | گلاب خانم اثر قاسمعلی فراست | شایسته تقدیر |
| تاریخ و جغرافیا-تاریخ      | هَفَوات و سَرقات: پژوهش‌نامه یا پژوهش‌نما؟ نگاهی انتقادی به کتاب نگاهی به تاریخ تفکر امامیه از آغاز تا ظهور صفویه | حمید عطایی نظری                | تاریخ تفکر امامیه از آغاز تا ظهور صفویه اثر مهدی فرمانیان و مصطفی صادق کاشانی | شایسته تقدیر |
| تاریخ و جغرافیا-تاریخ علم  | آیا علوم طبیعی در تمدن اسلامی برگرفته از اسلام بود؟                                                          | امیرمحمد گمینی و فاطمه کیقبادی | شکل‌گیری علم اسلامی اثر اقبال مظفر | برگزیده      |
| کودک و نوجوان              | یک روایت چند صدا، بررسی شیوه‌های گفتگومندی و چندصدایی در رمان لالایی برای دختر مرده                           | امین ایزدپناه                  | لالایی برای دختر مرده اثر حمیدرضا شاه‌آبادی | برگزیده      |

## دوره شانزدهم - ۱۳۹۸
| بخش                   | عنوان مقاله                                                                     | منتقد                          | آثار نقدشده                                                                             | عنوان جایزه  |
| --------------------- | ------------------------------------------------------------------------------- | ------------------------------ | --------------------------------------------------------------------------------------- | ------------ |
| کلیات                 | نقد و تحلیل کتاب روش تحقیق به زبان ساده                                         | مراد اسماعیلی                  | روش تحقیق به زبان ساده اثر مریم صادقی                                                   | شایسته تقدیر |
| فلسفه، کلام و عرفان   | آسیب‌شناسی کتاب درسی مبانی عرفان نظری با رویکرد تحلیل محتوا و روش                | محمدرضا ارشادی‌نیا              | مبانی عرفان نظری اثر سعید رحیمیان                                                       | شایسته تقدیر |
| دین-قرآن و حدیث       | بازخوانی نقادانه و واکاوی روایات عاشورایی کتاب الهدایه الکبری خصیبی             | محسن رفعت و وحید شریفی گرم دره | الهدایه الکبری اثر حسین بن حمدان خصیبی                                                  | شایسته تقدیر |
| دین-فقه و حقوق        | نقد کتاب مبانی حقوق اساسی جمهوری اسلامی ایران                                   | ابراهیم موسی‌زاده               | مبانی حقوق اساسی جمهوری اسلامی ایران اثر عباس کعبی                                      | شایسته تقدیر |
| علوم اجتماعی          | بررسی و ارزیابی کتاب ایدئولوژی و اتوپیا: مقدمه ای بر جامعه‌شناسی شناخت           | فرهنگ ارشاد                    | ایدئولوژی و اتوپیا اثر کارل مانهایم                                                     | برگزیده      |
| علوم سیاسی            | روانکاوی لاکانی و امکان بازآفرینی امر سیاسی: بازخوانی انتقادی لاکان و امر سیاسی | علی‌اشرف نظری                   | لاکان و امر سیاسی اثر یانیس استاوراکاکیس                                                | برگزیده      |
| ارتباطات              | تولید علم انسانی قرآنی بدون التزام به قواعد تفسیر                               | مصطفی همدانی                   | هم‌شناسی فرهنگی؛ الگوی قرآنی ارتباطات میان‌فرهنگی اثر سیدمحمدعلی غمامی و اصغر اسلامی تنها | شایسته تقدیر |
| زبان و زبان‌شناسی      | نقد و معرفی کتاب نظام انطباق در زبان تاتی                                       | جهاندوست سبزعلی پور            | نظام انطباق در زبان تاتی اثر راحله ایزدی‌فر                                              | شایسته تقدیر |
| ادبیات فارسی-نقد ادبی | یادداشت‌هایی دربارهٔ فردوسی و شاهنامه                                             | سجاد آیدنلو                    | شاهِ نامه‌ها اثر سیروس شمیسا                                                              | شایسته تقدیر |
| ادبیات فارسی-متون کهن | میل در چشم جهان بینش کشید: نورالعیون زرین دست و تصحیح آن                        | گلپر نصری و یونس کرامتی        | نورالعیون اثر زرین‌دست، به‌کوشش یوسف بیگ‌باباپور                                           | برگزیده      |
| ادبیات داستانی        | نقد فمنیستی بومگرای رمان جای خالی سلوچ                                          | بهزاد پورقریب                  | جای خالی سلوچ اثر محمود دولت‌آبادی                                                       | شایسته تقدیر |
| تاریخ و جغرافیا       | نقدی بر کتاب ایران در عصر صفوی                                                  | بهزاد کریمی                    | ایران در عصر صفوی اثر علی‌اکبر ولایتی                                                    | برگزیده      |
| علوم و فنون           | نقدی بر کتاب تاریخ و فلسفه ریاضیات                                              | حسن امینی                      | تاریخ و فلسفه ریاضیات اثر خدیجه احمدی آملی و محمدحسین بیژن‌زاده                          | برگزیده      |
| کودک و نوجوان         | درآمدی بر بوم‌فمنیسم: مطالعهٔ موردی دو دوست و دیلینگ دیلینگ                       | مسیح ذکاوت                     | دو دوست اثر هدا حدادی دیلینگ دیلینگ اثر زهره پریرخ                                      | برگزیده      |